# Karl Anton von Galen zu Assen
Karl Anton von Galen zu Assen (* 18. Dezember 1679 in Haus Assen; † 11. September 1752 in Beckum) war Droste im Amt Bocholt und Geheimrat.

## Leben

### Herkunft und Familie
Aus dem uralten westfälischen Adelsgeschlecht von Galen, welches zu den bedeutendsten im Hochstift Münster zählt, sind zahlreiche bedeutende und namhafte Persönlichkeiten hervorgegangen. Im 16. Jahrhundert sympathisierte es teilweise mit der Reformation, wurde später wieder katholisch.
Karl Anton von Galen zu Assen wurde als Sohn des Johann Heinrich von Galen (1609–1694, Erbkämmerer, Reichsfreiherr und Amtsdroste in Vechta) und seiner Gemahlin Anna Elisabeth von der Recke zu Steinfurt geboren und wuchs zusammen mit seinen sieben Geschwistern (vier Schwestern und die Brüder Wilhelm Goswin Anton (1678–1710, Domherr in Münster), Christoph Heinrich, Heinrich Ludwig und Ferdinand Benedikt) auf.
Franz Wilhelm war sein Halbbruder. Der münsterische Fürstbischof Christoph Bernhard von Galen war sein Onkel.
Seine Heirat mit Maria Antonia von Wolff-Metternich zu Wehrden, (Eltern: Hieronymus Leopold Edmund von Wolff-Metternich (1661–1716, Rat in Paderborn) und Anna Antonia Helene von der Horst zu Hellenbroich) war am 8. Juni 1713.

### Werdegang und Wirken
Mit der ersten Tonsur wurde Karl Anton am 22. Dezember 1691 auf ein geistliches Amt vorbereitet. Nach dem Verzicht seines Bruders Christoph Heinrich erhielt er 1698 eine Dompräbende in Münster. Er studierte in Rom und im Anschluss daran in Siena. Nachdem er im Jahre 1713 auf sein Amt verzichtete, heiratete er. Am 12. April 1714 wurde er zur Münsterschen Ritterschaft aufgeschworen. Zum Drosten im Amt Bocholt wurde er als Nachfolger von Carl von Galen am 4. September 1719 bestallt. Sein Sohn Franz Arnold wurde ihm am 27. Februar 1744 zur Seite gestellt. Diese Entscheidung wurde im August 1744 vom Domkapitel bestätigt. Seine Frau ist am 4. April 1729 zur Sternkreuzordensdame ernannt worden. Nach ihrem Tod im Jahre 1747 trat Karl Anton wieder in den geistlichen Stand ein und erhielt noch im gleichen Jahr die vakante Galensche Familienpräbenden in Münster und Minden und ein Jahr später in Osnabrück. Er ist zum Wirklichen Geheimen Rat ernannt worden.

### Sonstiges
Im Jahre 1710 erbte Karl Anton von seinem Bruder Christoph Heinrich das Gut Assen und war auch der Begründer der Linie von Galen zu Hündlingshof.
1715 klagte die Freckenhorster Äbtissin Hedwig Christina von Korff gegen Karl Anton vor dem Landeskammergericht auf Zahlung der Restsumme von 2 Präbenden, die sein Vater gestiftet hatte.

### Ehrungen
1741 wurde er als geistlicher Großkreuzherr in den Ritterorden vom Heiligen Michael aufgenommen.